# John Seymour Keay
John Seymour Keay (Bathgate (West Lothian), 30 marzo 1839 – Londra, 27 giugno 1909) è stato un politico e imprenditore scozzese, dopo una lunga attività imprenditoriale ricca di successi in India, fu attivo politicamente in favore di una maggiore partecipazione degli indiani nel governo del loro paese militando nel Congresso Nazionale Indiano come membro comitato britannico,.

## Biografia
Nato nella piccola cittadina scozzese di Bathgate nel West Lothian, era il secondogenito di John Keay, ministro della fede scozzese e di sua moglie, Agnes Straiton. Studiò al Madras College di Saint Andrews, terminati gli studi entrò come apprendista nella Commercial Bank of Scotland nel 1856. Nel 1862 si trasferì in India per amministrare il ramo della Government Bank of Bengal, da poco istituito per finanziare il commercio del cotone tra India e Regno Unito.

Successivamente entrò al servizio di  Salar Jung I, Primo Ministro dello Stato di Hyderabad, intraprendendo una lunga ed apprezzata carriera da funzionario pubblico. Fondò una propria compagnia di credito con i cui proventi sovvenzionò ad Hyderabad la creazione di un noto cotonificio, l'Hyderabad (Deccan) Spinning and Weaving Co. Ltd, di cui fu presidente fino alla morte.

Nel 1882 fece ritorno in Inghilterra dove, da liberale progressista, iniziò ad impegnarsi politicamente in favore della causa indiana ma anche di questioni di politica interna. In quello stesso anno pubblicò Spoiling the Egyptians, a Tale of Shame told from the Blue Books, un lungo trattato che ebbe tre edizioni, nel quale criticava ed attaccava duramente l'occupazione dell'Egitto da parte del governo Gladstone. Continuò la sua serie di critiche al processo di colonizzazione britannica dell'Egitto in una serie di articoli per il quotidiano The Eco che raccolse poi nel suo secondo volume, Notes on Egypt, pubblicato nel 1883.

Grande sostenitore in una maggiore partecipazione della popolazione autoctona nel governo coloniale dell'India, fu membro del Comitato Britannico del Congresso Nazionale Indiano; nel 1887 scrisse un trattato dal titolo The Great Imperial Danger: an Impossible War in the Near Future nel quale deprecava le paure britanniche di un imminente conflitto contro l'Impero russo.

Nel 1885 si candidò come rappresentante parlamentare per il collegio elettorale di Newington West, ma senza successo; tuttavia l'8 ottobre 1889 ottenne un seggio parlamentare come rappresentante del seggio di Elginshire and Nairnshire.
Morì nella sua casa londinese il di Kensington il 27 giugno 1909.